# Công ước về Đa dạng sinh học
Công ước về Đa dạng sinh học (tiếng Anh:Convention on Biological Diversity; CBD) là một hiệp ước đa phương. Công ước có ba mục tiêu chính:
- bảo toàn đa dạng sinh học;
- sử dụng lâu bền các bộ phận hợp thành của nó; và
- phân phối công bằng và hợp lý các lợi ích phát sinh từ các nguồn tài nguyên di truyền

Nói cách khác, mục tiêu của nó là phát triển các chiến lược quốc gia về bảo tồn và sử dụng bền vững đa dạng sinh học. Nó thường được coi là văn kiện trọng yếu liên quan đến phát triển bền vững.
Công ước được đưa ra ký kết tại Hội nghị LHQ về Môi trường và Phát triển tại Rio de Janeiro vào ngày 5 tháng 6 năm 1992 và có hiệu lực từ ngày 29 tháng 12 năm 1993. Tính đến tháng 5 năm 2009 đã có 191 quốc gia tham gia Công ước này. Việt Nam chính thức gia nhập vào ngày 16 tháng 11 năm 1994.
Việt Nam là một trong số những nước ký công ước này. sau gần 30 năm, ngày 30/4/2022 , trung tâm truyền thông tài nguyên môi trường ( CNREV) và WWF- Việt Nam phối hợp với truyền hình Quốc hội Việt Nam tổ chức buổi tọa đàm đối thoại chính sách trong khuôn khổ dự án" cùng lên tiếng bảo vệ các hệ sinh thái về thiên nhiên và con người ( voices for diversity- VFD )
Đến năm 2000 đã ký kết Nghị định thư Cartagena, có hiệu lực vào năm 2003, được phê chuẩn vào năm 2010 và ban hành vào tháng 10 năm 2014.
Ngày quốc tế Đa dạng sinh học, còn gọi là "Ngày Đa dạng sinh học thế giới", được Liên Hợp Quốc chọn là ngày 22/05 hàng năm, để xúc tiến và thúc đẩy các vấn đề đa dạng sinh học.
Năm 2010 là Năm Quốc tế Đa dạng sinh học. Văn phòng của công ước này là trọng điểm của năm quốc tế đa dạng sinh học. Tại hội nghị các bên lần thứ 10 vào năm 2010 tại Nagoya, Nhật Bản, các nghị định thư đã được thông qua. Nghị định thư Nagoya đưa ra hai thỏa thuận ràng buộc mang tính quốc tế nhằm thực hiện các mục tiêu của Công ước. Trong khi nghị định thư Cartagena quy định về việc di chuyển các sinh vật biến đổi gen qua biên giới các nước, thì nghị định thư Nagoya thiết lập một khuôn khổ ràng buộc về mặt pháp lý cho việc tiếp cận các nguồn gen và chia sẻ lợi ích, đồng thời lên kế hoạch bảo vệ các loài trên thế giới (mục tiêu Aichi).
Ngày 22 tháng 12 năm 2010, Liên Hợp Quốc tuyên bố thập kỷ từ 2011 đến 2020 là thập kỷ đa dạng sinh học (Decade on Biodiversity) của Liên Hợp Quốc.
1. ↑  "History of the Convention". Truy cập ngày 28 tháng 3 năm 2025.
2. ↑  "Nội dung của Công ước Đa dạng sinh học được nội luật hóa trong Luật Đa dạng sinh học của Việt Nam". Bản gốc lưu trữ ngày 12 tháng 7 năm 2015. Truy cập ngày 17 tháng 1 năm 2015.
3. ↑  Christian Mihatsch: badische-zeitung.de: Die Welt verliert 380 Tier- und Pflanzenarten pro Tag. Badische Zeitung, 6. Oktober 2014
4. ↑  "Welcome to COP 10". Truy cập ngày 28 tháng 3 năm 2025.
5. ↑  Guardian: Biodiversity talks: Ministers in Nagoya adopt new strategy vom 29. Oktober 2010

- Davis, K. 2008. A CBD manual for botanic gardens English version, Italian version Botanic Gardens Conservation International (BGCI)

- Công ước bằng tiếng Việt
- The Convention on Biological Diversity (CBD) website
- Text of the Convention from CBD website
- Ratifications Lưu trữ ngày 15 tháng 10 năm 2015 tại Wayback Machine at depositary
- Country Profiles from CBD website
- The Biosafety Clearing-House (BCH) web site, an "information exchange mechanism" established by the Cartagena Protocol on Biosafety under the CBD
- Global Biodiversity Outlook 2 a publication of the Secretariat of the Convention on Biological Diversity. Reviews trends in biodiversity loss and responses developed under the Convention.
- Biodiversity Synthesis Report Lưu trữ ngày 21 tháng 4 năm 2011 tại Wayback Machine (PDF) by the Millennium Ecosystem Assessment (MA, 2005) responds to CBD information requests
- COHAB Initiative Lưu trữ ngày 18 tháng 8 năm 2015 tại Wayback Machine Biodiversity, the CBD and the Millennium Development Goals
- 'Terminator' seed technology and the Convention on Biological Diversity – Kootenay Co-op Radio's Deconstructing Dinner Lưu trữ ngày 3 tháng 3 năm 2008 tại Wayback Machine
- Panos London Seeds of Change Lưu trữ ngày 7 tháng 8 năm 2007 tại Wayback Machine, a non-profit organisation which works with the media to stimulate debate on key global issues.
- 4th Global Environment Outlook, also known as GEO4.
- Turf Battles: Politics Interfere with Species Identification: Scientific American
- http://www.teebweb.org/
- www.cop10.org – NGO info and strategy site for COP10 Lưu trữ ngày 11 tháng 1 năm 2016 tại Wayback Machine, the 10th Conference of Parties to the CBD in Nagoya, Japan from Oct 18~29, 2010
- National Biodiversity Centre Lưu trữ ngày 11 tháng 3 năm 2010 tại Wayback Machine, Singapore
- We've been conned. The deal to save the natural world never happened: The so-called summit in Japan won't stop anyone trashing the planet. Only economic risks seem to make governments act by George Monbiot ngày 1 tháng 11 năm 2010 in The Guardian
- Case studies on the implementation of the Convention Lưu trữ ngày 31 tháng 12 năm 2010 tại Wayback Machine from BGCI website with links to relevant articles
- Introductory note by Laurence Boisson de Chazournes, procedural history note and audiovisual material on the Convention on Biological Diversity in the Historic Archives of the United Nations Audiovisual Library of International Law